# Liste der Baudenkmale in Boizenburg/Elbe
In der Liste der Baudenkmale in Boizenburg/Elbe sind alle Baudenkmale der Stadt Boizenburg/Elbe (Landkreis Ludwigslust-Parchim) und ihrer Ortsteile aufgelistet (Stand: März 2023).

## Legende
In den Spalten befinden sich folgende Informationen:
- ID-Nr: Die Nummer wird von den Denkmalämtern der Landkreise vergeben. Wenn sie nicht bekannt ist, bleibt die Spalte leer. In dieser Spalte kann sich zusätzlich das Wort Wikidata befinden, der entsprechende Link führt zu Angaben zu diesem Denkmal bei Wikidata.
- Lage: die Adresse des Denkmales und die geographischen Koordinaten.
Link zu einem Kartenansichtstool, um Koordinaten zu setzen. In der Kartenansicht sind Denkmale ohne Koordinaten mit einem roten bzw. orangen Marker dargestellt und können in der Karte gesetzt werden. Denkmale ohne Bild sind mit einem blauen bzw. roten Marker gekennzeichnet, Denkmale mit Bild mit einem grünen bzw. orangen Marker.
- Bezeichnung: Bezeichnung, so wie sie in den offiziellen Listen der Denkmalämter steht. Ein Link hinter der Bezeichnung führt zum Wikipedia-Artikel über das Denkmal. Wenn die Bezeichnung der Denkmalämter inhaltlich fehlerhaft ist, ist in der Spalte „Beschreibung“ darauf hinzuweisen.
- Beschreibung: Beschreibung des Denkmales
- Bild: ein Bild des Denkmales und gegebenenfalls einen Link zu weiteren Fotos des Denkmals im Medienarchiv Wikimedia Commons

## Boizenburg
| ID       | Lage                                           | Bezeichnung | Beschreibung | Bild |
| -------- | ---------------------------------------------- | --- | --- | --- |
|          | B 5 (Karte)                                    | Baracke des KZ-Außenlagers Boizenburg | ehemalige Küchenbaracke | Baracke des KZ-Außenlagers Boizenburg |
|          | B 5 Flur: 30, Flurstück: 8/1 (Karte)           | Ehrenmal zum Gedenken an die Häftlinge des KZ-Teillagers Neuengamme, am Ortsausgang | | Ehrenmal zum Gedenken an die Häftlinge des KZ-Teillagers Neuengamme, am Ortsausgang |
|          | Baustraße 6 (Karte)                            | Wohnhaus | | Wohnhaus |
|          | Baustraße 8 (Karte)                            | Wohnhaus | | Wohnhaus |
|          | Baustraße 9 (Karte)                            | Wohnhaus | | Wohnhaus |
|          | Baustraße 12 (Karte)                           | Wohnhaus | | Wohnhaus |
|          | Baustraße 13 (Karte)                           | Wohnhaus | | Wohnhaus |
|          | Baustraße 14 (Karte)                           | Wohnhaus | | Wohnhaus |
|          | Baustraße 17 (Karte)                           | Wohnhaus | | Wohnhaus |
|          | Baustraße 21 (Karte)                           | Wohnhaus | | |
|          | Baustraße 22 (Karte)                           | Wohnhaus | | Wohnhaus |
|          | Baustraße 25 (Karte)                           | Wohnhaus | | Wohnhaus |
|          | Baustraße 26 (Karte)                           | Wohnhaus | | |
|          | Baustraße 29 (Karte)                           | Wohnhaus und Speicher | | Wohnhaus und Speicher |
|          | Bollenberg 5 (Karte)                           | Wohnhaus | | |
|          | Bollenberg 7 (Karte)                           | Wohnhaus | | |
|          | Bollenberg 21/22 (Karte)                       | Wohnhaus (Doppelhaus) | | |
|          | Fährweg 1 (Karte)                              | Ehemaliges Zollhaus, dann Direktionsgebäude der Boizenburger Elbewerft | | |
|          | Fiefhusen 6 (Karte)                            | Wohnhaus | 1-gesch. saniertes giebelständiges Fachwerkhaus mit Krüppelwalmdach. | Wohnhaus |
|          | Fiefhusen 7 (Karte)                            | Wohnhaus | | Wohnhaus |
|          | Fiefhusen 8 (Karte)                            | Wohnhaus | 1-gesch. saniertes giebelständiges Fachwerkhaus mit Krüppelwalmdach. | |
|          | Große Wallstraße 3 (Karte)                     | Wohnhaus | | Wohnhaus |
|          | Große Wallstraße 4a (Karte)                    | ehem. Speicher (s. Baustraße 29) | | |
|          | Große Wallstraße 6 (Karte)                     | Wohnhaus | | |
|          | Große Wallstraße 7 (Karte)                     | Wohnhaus | | Wohnhaus |
|          | Große Wallstraße 9 (Karte)                     | Wohnhaus | | Wohnhaus |
|          | Große Wallstraße 11 (Karte)                    | Wohnhaus | | Wohnhaus |
|          | Große Wallstraße 12 (Karte)                    | Wohnhaus | | Wohnhaus |
|          | Große Wallstraße 14 (Karte)                    | Wohnhaus | | Wohnhaus |
|          | Große Wallstraße 15 (Karte)                    | Wohnhaus | | Wohnhaus |
|          | Große Wallstraße 16 (Karte)                    | Wohnhaus | | Wohnhaus |
|          | Große Wallstraße 17 (Karte)                    | Wohnhaus | | Wohnhaus |
|          | Große Wallstraße 18 (Karte)                    | Wohnhaus | | Wohnhaus |
|          | Große Wallstraße 19 (Karte)                    | Wohnhaus | 2-gesch. Fachwerkhaus | Wohnhaus |
|          | Große Wallstraße 21 (Karte)                    | Wohnhaus | | Wohnhaus |
|          | Große Wallstraße 24 (Karte)                    | Wohnhaus | | Wohnhaus |
|          | Große Wallstraße 25 (Karte)                    | Wohnhaus | | Wohnhaus |
|          | Große Wallstraße 26 (Karte)                    | Wohnhaus | | Wohnhaus |
|          | Große Wallstraße 28 (Karte)                    | Wohnhaus | | |
|          | Hamburger Straße 6 (Karte)                     | Wohnhaus | | |
|          | Hamburger Straße 7 (Karte)                     | Wohnhaus | | |
|          | Hamburger Straße 11 (Karte)                    | Wohnhaus | | |
|          | Hamburger Straße 14 (Karte)                    | Wohnhaus | | |
|          | Hamburger Straße 34 (Karte)                    | Villa und Garten | | |
|          | Hamburger Straße 34a (Karte)                   | ehemaliger Pferdestall/Remise | | |
|          | Hamburger Straße 37 (Karte)                    | Ehemaliges Verwaltungsgebäude der Elbewerft. | | |
|          | Kirchplatz 14 (Karte)                          | Kirche | Dreischiffige Kirche, im Kern Feldsteinbau mit Ursprüngen der Romanik, nach Stadtbrand von 1709 weitgehende barocke Veränderungen, Chor und Apsis mit zwei sechseckigen Seitentürmen bis 1865 neugotisch ergänzt, viergeschossiger Westturm mit Pilastern gegliedert, neogotische und romanisierende Anbauten von 1860 bis 1865 an der Nord- und der Südseite. | Weitere Bilder |
|          | Kirchplatz 1 (Karte)                           | Wohnhaus | | |
|          | Kirchplatz 3 (Karte)                           | Wohnhaus | | |
|          | Kirchplatz 4 (Karte)                           | Wohnhaus | | |
|          | Kirchplatz 7 (Karte)                           | Wohnhaus | | Wohnhaus |
|          | Kirchplatz 8 (Karte)                           | Wohnhaus | | Wohnhaus |
|          | Kirchplatz 10 (Karte)                          | Wohnhaus | | |
|          | Kirchplatz 11 (Karte)                          | Wohnhaus | | |
|          | Kirchplatz 12 (Karte)                          | Wohnhaus | | |
|          | Kirchplatz 13 (Karte)                          | Wohnhaus mit Hintergebäuden | Barocker Massivbau | |
|          | Kleine Wallstraße 6 (Karte)                    | Wohnhaus | | |
| Wikidata | Kleine Wallstraße 7 (Karte)                    | Ehemalige Synagoge und Freimaurertempel. | | Weitere Bilder |
|          | Kleine Wallstraße 8 (Karte)                    | Wohnhaus | | |
|          | Kleine Wallstraße 12a                          | ehem. Hintergebäude (ehem. zu Mühlenstr. 1) | | |
|          | Kleine Wallstraße 17 (Karte)                   | Wohnhaus | | |
|          | Kleine Wallstraße 29 (Karte)                   | Wohnhaus | | |
|          | Kleine Wallstraße 30 (Karte)                   | Wohnhaus | | |
|          | Kleine Wallstraße 34                           | Nebengebäude „Dahlenburgsches Lager“ ehem. zu Mühlenstr.5 gehörig | | |
|          | Klingbergstraße 1 (Karte)                      | Wohnhaus | | |
|          | Klingbergstraße 5 (Karte)                      | Wohn- und Geschäftshaus | | |
|          | Klingbergstraße 7 (Karte)                      | Wohn- und Geschäftshaus | | Wohn- und Geschäftshaus |
|          | Klingbergstraße 10 (Karte)                     | Wohnhaus | | |
|          | Klingbergstraße 11/Ecke Königstraße (Karte)    | Wohn- und Geschäftshaus | Bis 1931 jüdisches Kaufhaus des Kaufmanns Franz Wolff. | |
|          | Klingbergstraße 20 (Karte)                     | Wohnhaus | | |
|          | Klingbergstraße 23 (Karte)                     | Wohnhaus | | |
|          | Klingbergstraße 24 (Karte)                     | Wohnhaus | | |
|          | Klingbergstraße 25 (Karte)                     | Wohnhaus | | |
|          | Klingbergstraße 28 (Karte)                     | Wohn- und Geschäftshaus | | |
|          | Klingbergstraße 29 (Karte)                     | Wohnhaus | | |
|          | Klingbergstraße 34 (Karte)                     | Wohnhaus | | Wohnhaus |
|          | Klingbergstraße 36 (Karte)                     | Wohnhaus | | Wohnhaus |
|          | Klingbergstraße 38 (Karte)                     | Wohn- und Geschäftshaus mit Hofgebäude | | Wohn- und Geschäftshaus mit Hofgebäude |
|          | Klingbergstraße 39 (Karte)                     | Wohn- und Geschäftshaus | zweigeschossiges Giebelhaus aus dem 17. Jahrhundert, eines der ältesten Fachwerkhäuser der Stadt | Wohn- und Geschäftshaus |
|          | Klingbergstraße 40 (Karte)                     | Wohn- und Geschäftshaus mit Hofumbauung | | |
|          | Klingbergstraße 42 (Karte)                     | Wohn- und Geschäftshaus | | |
|          | Klingbergstraße 45 (Karte)                     | Wohn- und Geschäftshaus | | Wohn- und Geschäftshaus |
|          | Klingbergstraße 46 (Karte)                     | Wohn- und Geschäftshaus | | Wohn- und Geschäftshaus |
|          | Klingbergstraße 47 (Karte)                     | Wohnhaus | | Wohnhaus |
|          | Klingbergstraße 50 (Karte)                     | Wohn- und Geschäftshaus | | Wohn- und Geschäftshaus |
|          | Klingbergstraße 51 (Karte)                     | Wohn- und Geschäftshaus | | Wohn- und Geschäftshaus |
|          | Königstraße 4 (Karte)                          | Wohn- und Geschäftshaus | | |
|          | Königstraße 7 (Karte)                          | Wohnhaus | | |
|          | Königstraße 19 (Karte)                         | spätbarocke Hauseingangstür | | |
|          | Königstraße 24 (Karte)                         | Wohnhaus | 2-gesch. Fachwerk-Doppelhaus | |
|          | Markt 1 (Karte)                                | früher Wohnhaus, seit 2005 Heimatmuseum Boizenburg | Der 3-gesch. Massivbau wird dem Schweriner Hofbaumeister Georg Adolph Demmler zugeschrieben. | früher Wohnhaus, seit 2005 Heimatmuseum Boizenburg |
|          | Markt 2 (Karte)                                | Wohn- und Geschäftshaus | | |
|          | Markt 5 (Karte)                                | Wohnhaus | | |
|          | Markt 6 (Karte)                                | Rathaus | 2-gesch. barockes Fachwerkgebäude von 1711 mit Laubengang, übergiebeltem Mittelerker, abgewalmtem Mansarddach und offenem Laternentürmchen; 1993–1996 saniert | Weitere Bilder |
|          | Markt 8 (Karte)                                | Wohn- und Geschäftshaus | | |
|          | Markt 9 (Karte)                                | Wohn- und Geschäftshaus | | |
|          | Markt 11 (Karte)                               | Wohn- und Geschäftshaus | | |
|          | Markt 12 (Karte)                               | Wohn- und Geschäftshaus | | |
|          | Markt 13 (Karte)                               | Wohn- und Geschäftshaus | | |
|          | Markt 14 (Karte)                               | Wohn- und Geschäftshaus | | |
|          | Markttorstraße 5 (Karte)                       | ehemalige Post | 2-gesch- historisierender Bau von 1887 der Kaiserlichen Post, heute Wohn- und Geschäftshaus | ehemalige Post |
|          | Markttorstraße 9 (Karte)                       | Villa mit Dekoration und Umfassungszaun | Jugendstilvilla von 1907 für den Mühlenbesitzer Ludwig Hinselmann, heute Firmensitz | Villa mit Dekoration und Umfassungszaun |
|          | Mühlenstraße 1 (Karte)                         | Wohnhaus mit Hintergebäuden (s. Kleine Wallstraße 12a) | | |
|          | Mühlenstraße 3 (Karte)                         | Wohnhaus | | |
|          | Mühlenstraße 4 (Karte)                         | Wohnhaus | | |
|          | Mühlenstraße 7 (Karte)                         | Wohnhaus mit Hintergebäude | | |
|          | Mühlenstraße 8 (Karte)                         | Wohnhaus mit Hintergebäude | | |
|          | Mühlenstraße 17 (Karte)                        | Wohnhaus mit Hintergebäude | | |
|          | Mühlenstraße 18 (Karte)                        | Wohnhaus mit Nebengebäude/Hintergebäude | | |
|          | Mühlenstraße 19 (Karte)                        | Wohnhaus mit Hintergebäude | | |
|          | Mühlenteich 1 (Karte)                          | Wassermühle | Mühle: 1880 erneuert durch Ludwig Hinselmann, Speicher von 1892 | Wassermühle |
|          | Reichenstraße 1 (Karte)                        | Wohn- und Geschäftshaus | 2-gesch. Fachwerkhaus | |
|          | Reichenstraße 2 (Karte)                        | Wohnhaus | | |
|          | Reichenstraße 7 (Karte)                        | Wohnhaus | | |
|          | Reichenstraße 10 (Karte)                       | Wohnhaus | | |
|          | Reichenstraße 15 (Karte)                       | Wohnhaus | 2-gesch. um 2000 saniertes Fachwerkhaus mit Mansarddach | |
|          | Reichenstraße 17 (Karte)                       | Wohn- und Geschäftshaus, mit Hofumbauung und Speicher | 2-gesch. Fachwerkhaus aus dem 18. Jh. mit Mansarddach und barockem Treppenhaus | |
|          | Reichenstraße 19 (Karte)                       | Kino | | |
|          | Richard-Markmann-Straße 59 (Karte)             | Rudolf-Tarnow-Schule, Wandbild | | Rudolf-Tarnow-Schule, Wandbild |
|          | Schwanheider Weg (Karte)                       | Friedhof, mit Ehrenmal für die Opfer des Faschismus, Grabkapelle S. E. Regass, Grabstätte des französischen Divisionsgenerals Morand, Grabstätte F. J. Klepper, Kapelle von H. Evers, Kapelle von Hugo Duncker, Kapelle der Familie Grassmann, Kapelle Lemm, Kapelle von 1934, Kriegerdenkmal 1914/1918 und Kapelle der Familie Flughaupt, Gedenkstein Bürgermeister Dr. Alexander | | Friedhof, mit Ehrenmal für die Opfer des Faschismus, Grabkapelle S. E. Regass, Grabstätte des französischen Divisionsgenerals Morand, Grabstätte F. J. Klepper, Kapelle von H. Evers, Kapelle von Hugo Duncker, Kapelle der Familie Grassmann, Kapelle Lemm, Kapelle von 1934, Kriegerdenkmal 1914/1918 und Kapelle der Familie Flughaupt, Gedenkstein Bürgermeister Dr. Alexander |
|          | Schwanheider Weg (in den Turnereichen) (Karte) | Jüdischer Friedhof (In den Turnereichen) | | Jüdischer Friedhof (In den Turnereichen) |
|          | Twiete IV Nr. 6 (Karte)                        | Wohnhaus | | |
|          | Twiete IV Nr. 8 (Karte)                        | Wohnhaus, Reihenbebauung mit Bollenberg 25/26 | | |
|          | Twiete IV Nr. 11 (Karte)                       | Wohnhaus | | |
|          | Vor dem Mühlentor 11/12 (Karte)                | Wohn- und Geschäftshaus | | |
|          | Vor dem Mühlentor 14 (Karte)                   | Empfangsgebäude des ehemaligen Stadtbahnhofes (Gaststätte) | Gebäude von 1938; Architekt Erich Bentrup | Empfangsgebäude des ehemaligen Stadtbahnhofes (Gaststätte) |
|          | Wälle mit doppelten Gräben und einem Pavillon  | kleine Brücken über den inneren Wallgraben | | kleine Brücken über den inneren Wallgraben |
|          | südlich der Stadt (Flur 41, Flst. 3) (Karte)   | ehemaliger Grenzwachturm | | |

## Boizenburg-Altendorf
| ID | Lage                | Bezeichnung | Beschreibung | Bild |
| -- | ------------------- | ----------- | ------------ | ---- |
|    | Haus Nr. 7 (Karte)  | Hallenhaus  |              |      |
|    | Haus Nr. 8 (Karte)  | Hallenhaus  |              |      |
|    | Haus Nr. 9 (Karte)  | Hallenhaus  |              |      |
|    | Haus Nr. 14 (Karte) | Wohnhaus    |              |      |

## Boizenburg-Bahnhof
| ID | Lage                     | Bezeichnung                             | Beschreibung | Bild                                    |
| -- | ------------------------ | --------------------------------------- | --- | --------------------------------------- |
|    | Bahnhofstraße 1b (Karte) | Bahnhof                                 | Der Bahnhof wurde 1846 eröffnet. Sein Empfangsgebäude wurde um 1930 durch einen Neubau ersetzt. Auf der gegenüberliegenden Seite ist ein alter Güterschuppen erhalten. | Weitere Bilder                          |
|    | Bahnhofstraße 26 (Karte) | gründerzeitliches Wohn-Geschäftshaus    | |                                         |
|    | Bahnhofstraße 53 (Karte) | Kirche, katholische Heilig-Kreuz-Kirche | | Kirche, katholische Heilig-Kreuz-Kirche |
|    | Weg der Jugend 1 (Karte) | ehemaliges Kulturhaus                   | |                                         |

## Gehrum
| ID | Lage                 | Bezeichnung                          | Beschreibung | Bild |
| -- | -------------------- | ------------------------------------ | ------------ | ---- |
|    | Dorfstraße 1 (Karte) | Bauernhof mit Hallenhaus und Scheune |              |      |
|    | Dorfstraße 4 (Karte) | Bauernhof mit Hallenhaus und Scheune |              |      |

## Gothmann
| ID | Lage                   | Bezeichnung                          | Beschreibung | Bild                                 |
| -- | ---------------------- | ------------------------------------ | ------------ | ------------------------------------ |
|    | An der Sude 19 (Karte) | Flur: 1, Flurstück: 12/1, Hallenhaus |              | Flur: 1, Flurstück: 12/1, Hallenhaus |
|    | Rosenstraße 1 (Karte)  | neu: Flur 3, Flurstück 70            |              |                                      |

## Heide
| ID | Lage              | Bezeichnung                                          | Beschreibung | Bild |
| -- | ----------------- | ---------------------------------------------------- | ------------ | ---- |
|    | Heide 6 (Karte)   | Hallenhaus                                           |              |      |
|    | An der Torfkoppel | Trafostation an der Straße von Heide nach Boizenburg |              |      |

## Schwartow
| ID | Lage                   | Bezeichnung         | Beschreibung                                                                                  | Bild |
| -- | ---------------------- | ------------------- | --------------------------------------------------------------------------------------------- | ---- |
|    | Boizestraße 14 (Karte) | Gutshaus            | Barockisierender, sanierter, 1-gesch. Putzbau mit zwei Seitenflügel, heute Gasthaus und Hotel |      |
|    | Am Hof                 | Transformatorenhaus |                                                                                               |      |

## Vier
| ID | Lage                   | Bezeichnung | Beschreibung | Bild |
| -- | ---------------------- | ----------- | ------------ | ---- |
|    | Lindenallee 19 (Karte) | Gutshaus    |              |      |

## Ehemalige Denkmale

### Boizenburg
| ID | Lage                      | Bezeichnung                                                         | Beschreibung | Bild |
| -- | ------------------------- | ------------------------------------------------------------------- | ------------ | ---- |
|    | Baustraße 27 (Karte)      | Wohnhaus                                                            |              |      |
|    | Bollenberg 31 (Karte)     | Wohnhaus                                                            |              |      |
|    | Markttorstraße 16 (Karte) | Wohnhaus                                                            |              |      |
|    | Markttorstraße 17 (Karte) | Wohnhaus                                                            |              |      |
|    | Mühlenstraße 5 (Karte)    | Nebengebäude des abgebrochenen Wohnhauses in der Kleinen Wallstraße |              |      |
|    | Mühlenstraße 20 (Karte)   | Wohnhaus                                                            |              |      |
|    | Twiete IV Nr. 5 (Karte)   | Wohnhaus                                                            |              |      |